# Цэрэндуламын Сэвжид
Сэвжид Цэрэндуламын (1916, сомон Хатанбулаг, аймак Дорноговь, Монголия — 23 июля 1984) — монгольский театральный деятель, хореограф, балетмейстер
, артист балета. Заслуженный артист Монголии (1961). Народный артист МНР (1980). Лауреат государственной премии Монголии (1975).

## Биография
В 1936—1939 годах был актером клуба Дорноговьского аймака. В 1939—1946 годах — танцор военного театра и ансамбля песни и пляски.
С 1946 по 1959 год — танцор, педагог хореографии в Государственном центральном театре оперы и балета, нескольких областных театрах.
С 1959 года и до самой смерти работал балетмейстером в Национальном театре Монголии в Улан-Баторе.